# Viktor Jakušev
Viktor Prochorovič Jakušev (in russo Виктор Прохорович Якушев?; Mosca, 16 novembre 1937 – Mosca, 7 luglio 2001) è stato un hockeista su ghiaccio sovietico, dal 1991 russo.

## Palmarès

### Olimpiadi invernali
- 2 medaglie[1]:
  - 1 oro (Innsbruck 1964)
  - 1 bronzo (Squaw Valley 1960)